# Le indagini di padre Castell
Le indagini di padre Castell (Ihr Auftrag, Pater Castell) è una serie televisiva poliziesca tedesca, prodotta dalla Universum Film AG (UFA) e girata a Monaco di Baviera e a Roma, con alcuni episodi a Malta. È andata in onda sul canale ZDF dall'8 maggio 2008 al 3 giugno 2010, per un totale di tre stagioni e quattordici episodi.
In Italia è stata trasmessa su Rete 4 dal 20 aprile 2011 e su Premium Crime.

## Trama
La serie ruota attorno alle indagini poliziesche di Mons. Simon Castell, gesuita tedesco residente a Roma nello stato del Vaticano, che occasionalmente torna in Baviera, mandato dal cardinale segretario di stato Scarpia, per risolvere casi legati alla Chiesa cattolica e ad esponenti della chiesa di Roma. Nei casi che affronta è assistito dal commissario Marie Blank.

## Episodi
| Stagione         | Episodi | Prima TV Germania | Prima TV Italia |
| ---------------- | ------- | ----------------- | --------------- |
| Prima stagione   | 4       | 2008              | 2011            |
| Seconda stagione | 6       | 2009              | 2011            |
| Terza stagione   | 4       | 2010              | 2011            |